# New World (L'Arc-en-Ciel)
New Worldè un brano musicale del gruppo musicale giapponese de L'Arc~en~Ciel, pubblicato come terzo singolo estratto dall'album Awake, il 6 aprile 2005, ed utilizzato come tema del programma televisivo della Nippon Television THE LIVE 2005. Il singolo ha raggiunto la prima posizione della classifica Oricon dei singoli più venduti in Giappone, rimanendo in classifica per sette settimane e vendendo 183 181 copie.

## Tracce
CD Singolo KSCL-822
1. New World
2. Kasou Heisei Juunananen (花葬 平成十七年)
3. New World (hydeless version)
4. Kasou Heisei Juunananen (TETSU P'UNKless version) (花葬 平成十七年)

Durata totale: 17:26

## Classifiche
| Classifica (2005) | Posizione più alta |
| ----------------- | ------------------ |
| Giappone (Oricon) | 1                  |